# (1986) Plaut
(1986) Plaut es un asteroide perteneciente al cinturón de asteroides descubierto por Hendrik van Gent desde la estación meridional de Leiden en Johannesburgo, República Sudaficana, el 28 de septiembre de 1935.

## Designación y nombre
Plaut se designó inicialmente como 1935 SV1.
Más adelante fue nombrado en honor del astrónomo neerlandés Lukas Plaut (1910-1984).

## Características orbitales
Plaut está situado a una distancia media del Sol de 3,09 ua, pudiendo acercarse hasta 2,459 ua y alejarse hasta 3,72 ua. Tiene una inclinación orbital de 2,213° y una excentricidad de 0,204. Emplea 1984 días en completar una órbita alrededor del Sol.